# Фогарти, Линдси
Линдси Фогарти (англ. Lyndsie Fogarty; 17 апреля 1984, Брисбен) — австралийская гребчиха-байдарочница, выступала за сборную Австралии в конце 2000-х — начале 2010-х годов. Бронзовая призёрша летних Олимпийских игр в Пекине, участница Олимпиады в Лондоне, победительница многих регат национального и международного значения.

## Биография
Линдси Фогарти родилась 17 апреля 1984 года в городе Брисбен, штат Квинсленд. Активно заниматься греблей на байдарках начала с раннего детства, проходила подготовку в спортивном клубе Currumbin Creek Canoe Club.
Первого серьёзного успеха на взрослом международном уровне добилась в 2008 году, когда попала в основной состав австралийской национальной сборной и благодаря череде удачных выступлений удостоилась права защищать честь страны на летних Олимпийских играх в Пекине. В составе четырёхместного экипажа, куда также вошли гребчихи Лиза Олденхоф, Шанталь Мик и Ханна Дейвис, заняла в полукилометровой гонке третье место и завоевала тем самым бронзовую олимпийскую медаль (на финише её опередили только команды из Германии и Венгрии). Кроме того, в паре с Дейвис стартовала здесь в программе двоек на пятистах метрах, тоже дошла до финальной стадии турнира, однако в решающем заезде финишировала лишь шестой, немного не дотянув до призовых позиций.
Будучи в числе лидеров австралийской национальной сборной, Фогарти благополучно прошла квалификацию на Олимпийские игры 2012 года в Лондоне — на сей раз в четвёрках на пятистах метрах совместно с Рейч Ловелл, Джо Бригден-Джонс и Ханной Дейвис расположилась в итоговом протоколе на девятой позиции, тогда как в двойках на пятистах метрах в паре с Наоми Флуд стала двенадцатой. Вскоре по окончании этих соревнований приняла решение завершить карьеру профессиональной спортсменки, уступив место в сборной молодым австралийский гребчихам.